# Callistochiton antiquus
Callistochiton antiquus är en blötdjursart som först beskrevs av Reeve 1847.  Callistochiton antiquus ingår i släktet Callistochiton och familjen Ischnochitonidae. Inga underarter finns listade i Catalogue of Life.